# (464027) 2014 WM133
(464027) 2014 WM133 es un asteroide perteneciente al cinturón de asteroides, descubierto el 29 de diciembre de 2008 por el equipo Spacewatch desde el Observatorio Nacional de Kitt Peak (Arizona, Estados Unidos).